# Вулиця Шолом-Алейхема (Житомир)
Ву́лиця Шоло́м-Але́йхема — одна із вулиць Житомира, знаходиться на схилі Замкової гори. Пролягає від вулиці Подільської до кінця забудови. Забудова вулиці сформувалася в XVIII-XIX сторіччях. У 18 сторіччі називалася вулиця Згориста, у 19-му і на початку XX сторіччя — вулиця Воздвиженська. Сучасна назва на честь єврейського письменника Шолом Алейхема. До вулиці Шолома-Алейхема прилучаються: вулиці Млинова, Замкова, Кафедральна і Рильського.

## Шолом-Алейхем і Житомир
Шолом-Алейхем невдало пробував поступити до Житомирського вчительського інституту. Він часто відвідував Житомирщину, і зокрема був у Житомирі. Житомирщина є місцем дії ряду творів, написаних протягом 1883—1894 років («Картини житомирської вулиці»).

## Сучасність
Мешканці житомирського ОСББ встановили огорожу на вулиці Шолом-Алейхема в історичному центрі міста. Тим самим вони перекрили дорогу до церкви, а тепер планують приватизувати частину вже загородженої вулиці.